# 麻品王
麻品王（谥号成王）（?—291年1月29日），金官伽耶（駕洛国）第3代王（在位:259年 - 291年）。父居登王、母为慕貞。王妃好仇（宗正监赵匡孙女），子4代王居叱弥王。253年（曹芳嘉平五年癸酉）即位。291年（晋惠帝永平元年辛亥）一月二十九日崩。